# Nemacheilus shehensis
Nemacheilus shehensis es una especie de peces de la familia Balitoridae en el orden de los Cypriniformes.

## Distribución geográfica
Se encuentra en la India.

## Hábitat
Es un pez de agua dulce.